# Lolland i oldtiden
Lolland i oldtiden beretter om, hvordan befolkningens forhold på øen har udviklet sig fra den ældre stenalder, hvor der første gang optræder fund af mennesker på øen, til slutningen af vikingetiden, der traditionelt tidsfæstes til Svend Estridsens tronbestigelse i 1047. Perioden omfatter således den ældste del af Lollands historie.
Der har boet mennesker på Lolland siden den såkaldte Hamburgkultur ca. 12.000 år før vor tidsregning, hvor de ældste fund af mennesker i Danmark er registreret. Såvel Lolland som naboøen Falster er meget rige på fortidsminder. Guldborgsund Kommune er således den kommune i Danmark, der har flest fredede gravhøje fra sten- og bronzealderen.
Lolland har allerede i oldtiden været præget af en relativt livlig udveksling af varer og ideer med andre lande på tværs af Østersøen. I den yngre stenalder blev der således eksporteret en del Falsterflint fra øen til Norge og Sverige. Det er en flinttype af særlig fin kvalitet, som findes på både Lolland og Falster, og som var meget efterspurgt i det øvrige Skandinavien. Eksporten gav grundlag for en relativt udviklet civilisation på Lolland - med en museumsinspektørs ord svarede stenalderens lolland-falstringer af denne årsag til nutidens oliesheiker. Fund på Lolland af mønter, smykker og andre kostbarheder fra Romerriget, Frankerriget og Volga-området vidner også om direkte og indirekte handels- eller mere krigeriske forbindelser med store dele af Europa.
I vikingetiden beretter den første skriftlige fremstilling (fra Adam af Bremen) om den frugtbare jord og et godt høstudbytte på Lolland. Samtidig vidner runeindskrifter om en social lagdeling med lokale stormænd. Begge dele er temaer, som også skulle blive karakteristiske for Lolland i middelalderen og senere perioder.

## Den ældre stenalder
Lolland har været befolket lige siden den såkaldte Hamburgkultur fra ca. 12.800 til ca. 12.000 f.v.t., som rummer de ældste registrerede fund af mennesker i Danmark. Både Lolland og Falster er særdeles rige på fund og fortidsminder, ikke mindst gravsteder, fra oldtiden, især sten- og bronzealder. Det gælder blandt andet Frejlev Skov, hvor der er over 100 gravhøje og mere end 30 bautasten fra sten- og bronzealderen.
I ældre stenalder var den nuværende Østersø en stor slette, hvor jægerne kunne vandre direkte fra det nuværende Nordtyskland til Lolland. Der er blandt andet fundet stenalderbopladser fra Hamburgkulturen og den efterfølgende Ahrensburgkultur (ca. 10.500-9.000 f.v.t.) på Sølvbjerghøj og Krogsbølle på Vestlolland.
I det varmere klima under den senere Maglemosekultur (ca. 9.000-6.400 f.v.t.) steg havvandstanden, så store dele af sletten mellem Lolland og Nordtyskland blev oversvømmet, og landskabet blev mere skovklædt. Datidens jægere oprettede bopladser langs de lollandske åer og ved Maribosøerne, hvor mulighederne for ferskvandsfiskeri var gode som et supplement til jagt og indsamling. Under den efterfølgende Ertebøllekultur (ca. 5.400-3.950 f.v.t.) var der bosættelser langs Lollands sydkyst, hvor man nu kunne udnytte Østersøens resurser af fisk, skaldyr og havpattedyr.

## Den yngre stenalder
I yngre stenalder, der begyndte ca. 3.950 f.v.t., blev agerbrug og husdyravl kendt, i begyndelsen som et supplement til jagt, fiskeri og indsamling.Flere arkæologiske genstande fra perioden er fundet i den nu tørlagte Rødby Fjord. Det gælder blandt andet et fiskegærde og de ældste kendte fodaftryk i Danmark, der blev blotlagt ved udgravninger i 2014 i forbindelse med anlægningen af Femern Bælt-forbindelsen. I samme forbindelse blev i 2015 en slags tyggegummi fra stenalderen i form af en klump beg fundet ved Syltholm Fjord. Herfra blev udtrukket DNA fra pigen, der havde tygget på klumpen, som gjorde det muligt at kortlægge hendes udseende, helbred og kostvaner. Kvinden, der blev døbt Lola, havde mørk hud, mørkt hår og blå øjne. Hun kunne ikke tåle mælk, men havde spist ål, gråand og hasselnødder og muligvis bagefter tygget på begklumpen for at rense munden.
Med den yngre stenalders landbrug og mere permanente bosættelse opstod også storstensgravene i form af dysser og jættestuer. De findes blandt andet i Torrig Skov på Nordlolland og Torpe Skov syd for Nakskov. Den mest imponerende er nok Kong Svends Høj nord for Pederstrup fra ca. 3.200 f.v.t., der rummer landets næststørste kammer, kun overgået af Listrup Jættestue på Falster.
Både på Lolland og Falster fandtes meget rige og lettilgængelige forekomster af den blålige flinttype, der kaldes Falsterflint, og som er af meget høj kvalitet ved fremstilling af flinteredskaber. Flintøkser lavet heraf var derfor meget efterspurgt og kunne især eksporteres nordpå til egne af Norge og Sverige, hvor der ikke fandtes flint naturligt. Det gav grundlag for en relativt udviklet civilisation på Lolland, hvor arkæologerne har fundet store bopladser, rituelle samlingssteder og værksteder, hvor flintsmedene tilhuggede deres økser. Nationalmuseets inspektør Peter Vang Petersen har udtrykt det således, at stenalderens lolland-falstringer på grund af flinteforekomsterne var datidens svar på nutidens oliesheiker.

## Bronzealderen
Bronzealderen i Europa var præget af en betydelig udveksling af råstoffer, varer og ideer over hele kontinentet. For Danmarks vedkommende foregik handelen i høj grad med skib over Østersøen, og de sydligste danske øer spillede dermed en vigtig rolle langs handelsvejene. To eksempler vidner om Lollands betydning heri: I 2017 blev Danmarks ældste kendte vindruekerne fundet ved Strandholm øst for Rødbyhavn. Den er dateret til ca. 950 f.v.t. og er et tydeligt tegn på forbindelser med mere sydlige områder, hvor vinavl har været udbredt. Og også i 2017 kastede et andet studie lys over brandmusens genetiske forhold. Brandmusen er den mest udbredte mus på Lolland og Falster, men findes derudover kun i et lille område i Jylland. Studiet sandsynliggjorde, at brandmusen var kommet til Lolland-Falster som blind passager på skibe sydfra i bronzealderen, og at den langt senere blev spredt til Jylland derfra, formodentlig med hestevogn eller tog. Forekomsten af brandmus i Danmark i det hele taget skyldes dermed også bronzealderens søgående handelsaktiviteter.
Gravhøjene fra ældre bronzealder (ca. 1.700-1.100 f.v.t.) var rundhøje. Den største rundhøj på Lolland (og en af Danmarks største) er graven på Birket Bavnehøj, som er Lollands højeste punkt. I yngre bronzealder (ca. 1.100-500 f.v.t.) findes urnebegravelser, som er blevet foretaget i fra allerede eksisterende gravhøje.

## Jernalderen
Jernalderens befolkning på Lolland har især boet i øens indre områder mod nordvest, omkring den inderste del af Nakskov Fjord og området mellem Maribosøerne og Rødby Fjord. Lollikerne boede på dette tidspunkt typisk i lerklinede og treskibede huse og var landbrugere, der dyrkede agerbrug og holdt kvæg, svin, får og geder. Infrastrukturen er blevet mere udviklet. Der er spor efter vadesteder over åerne og forsvarsanlæg som Hejrede Vold og et voldsted i den senere Halsted Kloster Dyrehave. Voldstedet er blevet benævnt Lollands Vesterborg.
Gravpladserne omfatter både jordfæstegrave og ligbrænding. Ved Toreby har man fundet to rigt udsmykkede jordfæstegrave med sølvfibulaer og romersk drikkeudstyr fra ældre romersk jernalder (ca. 0-160 e.v.t.). Det mest bemærkelsesværdige gravfund fra jernalderen er dog Hobyfundet, der er en af Nordeuropas allerrigeste grave fra samme tid. Blandt andet fandt man i stormandsgraven et komplet romersk bordservice med to kostbare sølvdrikkebægre, der muligvis er en alliancegave fra en romersk kommandant i Mainz til en lollandsk stammehøvding. Også møntskatten fra Tagesgård, der rummer ca. 110 romerske denarer, der blev gravet ned på en jernalderboplads ved Knuthenlund ca. år 200 e.v.t., vidner om direkte eller indirekte forbindelser til Romerriget.
Inddelingen af Danmark i herreder kan spores tilbage til jernalderen, selvom de skriftlige kilder er senere. Lolland var inddelt i fire herreder, fra vest mod øst: Lollands Nørre, Lollands Sønder, Fuglse og Musse.

## Vikingetiden
I vikingetiden var store områder af øen beboede, men kysterne, såvel nord- som sydkysten, var mindre bebygget. I øvrigt var øen en mosaik af skov- og mosedækkede områder. Flere steder med vendiske stednavne, der var beboet på dette tidspunkt, er tegn på, at også vendere har beboet dele af øen i vikingetiden. Selve navnet Lolland kendes første gang fra vikingetiden, idet øen omtaltes som "Læland" i 800-tallet.
Et konkret arkæologisk minde om vikingetidens togter er sølvskatten fra Duesminde sydvest for Maribo, eller rettere skattene, idet der er gjort fund på stedet ad to gange. I 1960'erne blev en række sølvringe og en enkelt guldring fundet her, for sølvsmykkernes vedkommende formodentlig fremstillet i Volga-området. I 2002 blev der på samme mark fundet en enestående skat af 35 fornemme sølvbeslag fra Frankerriget, der kan have været krigsbytte eller løsepenge fra de frankiske klostre, hvor beslagene var blevet fremstillet mellem 825 og 875.
I vikingetiden kom de første lokale skriftlige vidnesbyrd i form af runeskrift. Der kendes seks runesten fra Lolland, hvoraf de fleste formodes at være rejst i 900-tallet. Det drejer sig om Tirstedstenen, der med sine 2½ meter er en af Danmarks største runesten, Bregninge-stenen, Tågerup-stenen, Tillitse-stenen, Sædingestenen og Skovlængestenen. Den sidstnævnte fremhæves af John Erichsen i bogen "Sydhavsøernes herregårde. Lolland-Falster 1500-2020" som vidnesbyrd om, at der allerede i vikingetiden fandtes en overklasse af jordbesiddere. Indskriften på Skovlængestenen lyder nemlig: "Astrad rejste denne sten efter Jyde, sin far, en meget god thegn". En thegn betegner en mand af høj social status.:15 
Ved vikingetidens afslutning skrev Adam af Bremen sin krønike, der blandt andet beskriver det daværende danske kongeriges geografi. Heri blev Lolland fremhævet sammen med Møn, Femern, Falster og Langeland som øer, der alle var rige på afgrøde. Hermed var allerede i vikingetiden de to temaer slået an, som i høj grad kom til at præge Lollands bondesamfund i middelalderen og senere helt indtil nutiden: Jorden var sammen med den falsterske den mest frugtbare i Danmark. Og øens landbrug blev i høj grad domineret af godsejere, nogle af dem meget betydelige, som besad det meste af jorden og dermed den økonomiske og politiske magt på øen.